# Crkva sv. Mihovila u Gornjem Prekrižju (Krašić)
Crkva sv. Mihovila u Krašiću, rimokatolička crkva u mjestu Gornje Prekrižje, općina Krašić, zaštićeno kulturno dobro.

## Opis dobra
Crkva sv. Mihovila sagrađena je na uzvisini, povrh sela Gornje Prekrižje, zamijenivši drvenu kapelu koja je na tom mjestu izgorjela 1633. godine. Građena je u dvije faze, točnije 1683. g. kada je zabilježeno zidanje svoda nove crkve i gradnja predvorja, a zatim sredinom 18. st. kada je popločen pod, rastvoreni su prozori lađe i srušeno predvorje. Zamjenjuje ga zvonik te se izvodi portal s uklesanom godinom završetka radova (1759.). Riječ je o ranobaroknom tipu jednobrodne građevine s poligonalno zaključenim užim svetištem i bačvastim svodom sa susvodnicama. Crkva sv. Mihovila svojim oblikovanjem i skladnim proporcijama značajan je primjer ranobarokne dvoranske crkve.

## Zaštita
Pod oznakom Z-1777 zavedena je kao nepokretno kulturno dobro - pojedinačno, pravna statusa zaštićena kulturnog dobra, klasificirano kao "sakralna graditeljska baština".